# Nikolai Petrowitsch Sungurow
Nikolai Petrowitsch Sungurow (russisch Николай Петрович Сунгуров; wiss. Transliteration Nikolaj Petrovič Sungurov; * 1805; † ? in Sibirien) war russischer Leiter einer Geheimgesellschaft in Moskau.

## Karriere
Sungurow war der Leiter einer Geheimgesellschaft in Moskau, die sich nach dem Zusammenbruch des Dekabristenaufstandes 1825 bildete und in Opposition zu Zar Nikolaus I. stand. Er wurde 1831 verhaftet und zu Zwangsarbeit verurteilt. Auch Jakow Kostenezki (1811–1885), ein Student der Moskauer Universität, war an der sogenannten Sungurow-Affäre (Сунгуровское дело) beteiligt. Sungurow starb in der Verbannung in Sibirien.